# Federico Erausquín
Federico Erausquín y Arnaiz fue un político peruano.
En 1907 fue elegido diputado suplente por la provincia de Jaujacomo candidato del Partido Constitucionalista junto a Juan de Dios Salazar y Oyarzábal y Mario Sosa quienes fueron elegidos como diputados titulares. Desempeñó su mandato durante los primeros gobiernos de José Pardo y Barreda y Augusto B. Leguía.